# Maria Luisa Vincenzoni
Maria Luisa Vincenzoni (Padua, 14 de mayo de 1956 - 11 de septiembre de 2023) fue una periodista italiana.

## Biografía
En 1980 se licenció en Lenguas y Literaturas Modernas en la Universidad Libre de Lengua y Comunicación de Milán.
En 1997 se licenció en teología en el Instituto San Antonio Doctor de Padua.
Trabajó para la RAI hasta 2018. 
Fue galardonada con el Premio Literario Gambrinus Giuseppe Mazzotti.
Contrajo matrimonio y fue madre de cuatro hijos, entre ellos Walter y Anna Milan.
Vicenzoni falleció el 11 de septiembre de 2023 a los 67 años, en su hogar en Padua.